# Teresa Chylińska
Teresa Wanda Chylińska (ur. 20 czerwca 1931 w Wojciechowicach) – polska muzykolog, badaczka twórczości Karola Szymanowskiego.

## Życiorys
W 1953 ukończyła studia muzykologiczne na Uniwersytecie Jagiellońskim, w latach 1954–1989 pracowała w Polskim Wydawnictwie Muzycznym. W swojej pracy zawodowej zajmuje się przede wszystkim twórczością Karola Szymanowskiego, m.in. w 1962 opublikowała jego biografię Karol Szymanowski, w 1971 pracę Szymanowski i jego muzyka a w 2008 trzytomową pracę Karol Szymanowski i jego epoka. Od 1965 jest redaktorem naukowym edycji Dzieł kompozytora (ukazało się 26 tomów), a także edytorem pełnej edycji jego korespondencji, która ukazała się drukiem w latach 1982–2002 w czterech tomach. Nagrała także cykl 22 godzinnych źródłowo-dokumentalnych audycji słowno-muzycznych tworzących radiową biografię Karola Szymanowskiego, emitowany po raz pierwszy w II Programie Polskiego Radia od stycznia 2002 do stycznia 2003.
Jest również współautorką książek Przewodnik koncertowy (ze Stanisławem Haraschinem i Bogusławem Schaefferem – cztery wydania w latach 1965–1991) i Przewodnik po muzyce koncertowej (2003–2004, z Maciejem Jabłońskim i Stanisławem Haraschinem)
Jest członkiem Związku Kompozytorów Polskich (od 2005 członkiem honorowym), a od 1997 członkiem zarządu Fundacji im. Karola Szymanowskiego.

## Publikacje
- Zakopiańskie dni Karola Szymanowskiego 1894-1936, PWM, Kraków 1976
- Stanisława Szymanowska. Prowadziłam intensywne życie i bardzo moje życie lubiłam, Musica Iagellonica, Kraków 2017
- Karol Szymanowski. Romans, którego nie było? PWM, Kraków 2018

## Nagrody i wyróżnienia
- Nagroda Fundacji Alfreda Jurzykowskiego (1984)[6]
- Doroczna Nagroda Związku Kompozytorów Polskich (1996)[7]
- Nagroda Fundacji im Karola Szymanowskiego (1997, „za całokształt dotychczasowej działalności i osiągnięcia w zakresie utrwalania, przekazywania i szerzenia wiedzy o Karolu Szymanowskim i propagowanie jego sztuki”)[8]
- Nagroda miesięcznika Nowe Książki (2002, „wzorowe opracowanie Korespondencji Karola Szymanowskiego”)
- Odznaka Prezydenta Miasta Krakowa „Honoris Gratia” (2006)
- Złoty Medal „Zasłużony Kulturze Gloria Artis” (2006)[9]
- Nagroda Honorowa Fundacji Kultury Polskiej w Krakowie (2007, „w uznaniu wybitnych osiągnięć w dziedzinie badań nad życiem i twórczością Karola Szymanowskiego”)[10][11]
- Nagroda im. Jana Długosza (2009, za książkę Karol Szymanowski i jego epoka)[12]
- Krzyż Kawalerski Orderu Odrodzenia Polski (3 grudnia 2014, „za wybitne osiągnięcia w pracy naukowo-badawczej na rzecz upowszechniania kultury muzycznej”)[13]
- Nagroda Wielkiego Redaktora na Festiwalu Stolica Języka Polskiego w Szczebrzeszynie (2021)[14]
- Doroczna Nagroda Ministra Kultury i Dziedzictwa Narodowego (2021)[15]